# Gmina Kowale Oleckie
Die Gmina Kowale Oleckie ist eine Landgemeinde im Powiat Olecki der Woiwodschaft Ermland-Masuren in Polen. Ihr Sitz ist das gleichnamige Dorf (deutsch Kowahlen) mit etwa 2100 Einwohnern.

## Geographie

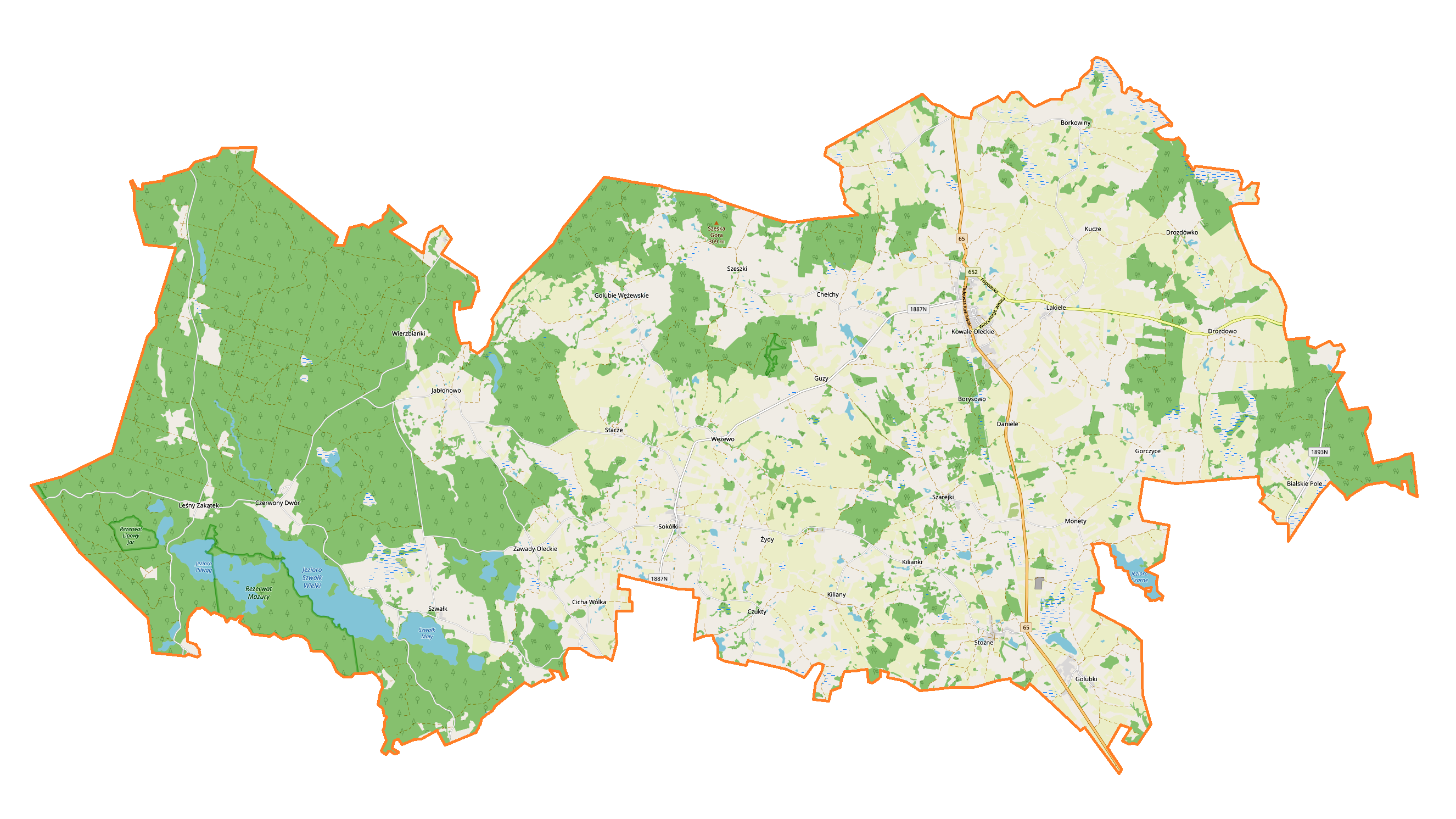
Karte der Gemeinde

Die Gemeinde liegt im Osten der Woiwodschaft Ermland-Masuren und grenzt dort an die Woiwodschaft Podlachien. Die Kreisstadt Olecko (Marggrabowa, auch Oletzko bzw. Treuburg) liegt vier Kilometer südlich. Nachbargemeinden sind in Podlachien Filipów im Osten; in der Woiwodschaft Ermland-Masuren Olecko im Südosten, Świętajno im Süden, Kruklanki im Südwesten, Banie Mazurskie im Nordwesten und Gołdap im Norden.
Die Gemeinde hat eine Fläche von 251,6 km², die zu 53 Prozent land- und zu 35 Prozent forstwirtschaftlich genutzt wird. Der Norden des Gebiets gehört zur Wzgórza Szeskie (Seesker Höhen) mit deren höchsten Punkt Góra Szeska (309 m n.p.m., Seesker Berg). Es gibt eine Vielzahl kleinster Seen sowie drei größere: Szwałk Wielki (213 Hektar, Grosser Schwalg See), Piłwąg (135 Hektar) und Szwałk Mały (Kleiner Schwalg See).

## Geschichte
Die Landgemeinde wurde 1973 aus verschiedenen Gromadas neu gebildet. Von 1945 bis 1954 bestand die Gmina Mieruniszki mit Sitz in Kowale (Oleckie). Ihr Gebiet gehörte von 1946 bis 1975 zur Woiwodschaft Białystok und anschließend bis 1998 zur Woiwodschaft Suwałki, der Powiat wurde in dieser Zeit aufgelöst. Zum 1. Januar 1999 kam die Gemeinde zur Woiwodschaft Ermland-Masuren und wieder zum Powiat Olecki.

## Gliederung
Zur Landgemeinde (gmina wiejska) Kowale Oleckie gehören 26 Dörfer (deutsche Namen, amtlich bis 1945) mit einem Schulzenamt (sołectwo):
| polnischer Name   | deutscher Name                                |  | polnischer Name | deutscher Name                   |
| ----------------- | --------------------------------------------- |  | --------------- | -------------------------------- |
| Bialskie Pole     | Adlig Neufelde                                |  | Kiliany         | Kiliannen 1938–1945 Kilianen     |
| Borkowiny         | Borkowinnen 1938–1945 Jarken                  |  | Kowale Oleckie  | Kowahlen 1938–1945 Reimannswalde |
| Chełchy           | Chelchen 1938–1945 Vorbergen                  |  | Lakiele         | Lakellen 1938–1945 Schönhofen    |
| Cicha Wólka       | Grappendorf 1938–1945 Kleinbolken             |  | Monety          | Monethen 1938–1945 Moneten       |
| Czerwony Dwór     | Rothebude                                     |  | Rogówko         | Rogowken 1938–1945 Roggenfelde   |
| Czukty            | Czukten 1938–1945 Schuchten                   |  | Sokółki         | Sokolken 1938–1945 Halldorf      |
| Dorsze            | Dorschen                                      |  | Stacze          | Statzen                          |
| Drozdowo          | Drosdowen 1934–1945 Drosten                   |  | Stożne          | Stoosznen 1938–1945 Stosnau      |
| Golubie Wężewskie | Gollubien, Ksp. Czychen 1934–1945 Friedberg   |  | Szarejki        | Schareyken 1938–1945 Schareiken  |
| Golubki           | Gollubien, Ksp. Marggrabowa 1938–1945 Kalkhof |  | Szeszki         | Seesken                          |
| Gorczyce          | Gortzitzen 1909–1945 Gartenberg               |  | Szwałk          | Klein Schwalg 1938–1945 Schwalg  |
| Guzy              | Guhsen                                        |  | Wężewo          | Wensöwen 1938–1945 Eibenau       |
| Jabłonowo         | Neuendorf                                     |  | Zawady Oleckie  | Sawadden 1938–1945 Schwalgenort  |

Kleinere Ortschaften sind: Borki, Borysowo (Borrishof, 1938–1945 Borishof), Budki (Buttken), Daniele (Daniellen, 1938–1945 Kleinreimannswalde), Drozdówko (Salzwedel), Dunajek (Duneyken/Duneiken, Forst), Główka, Gościrady (Julienhof), Kilianki (Friedensdorf), Koniszki (Theerofen), Kucze (Kutzen), Leśny Zakątek (Waldkater), Mazury, Piastowo (Friedrichshof), Wierzbianki (Wiersbianken, 1938–1945 Lichtenhain), Zawady Małe (Klein Sawadden, 1938–1945 Kleinschwalgenort), Żydy (Sydden. 1938–1945 Sidden)

## Verkehr
Die Landesstraße DK65 verläuft in Nord-Süd-Richtung von Gołdap (Goldap) (Grenzübergang nach Gussew, Oblast Kaliningrad) nach Gródek (Grenzübergang nach Belarus). In Kowale Oleckie zweigt die DW652 nach Suwałki ab.
Die nächsten internationalen Flughäfen sind Danzig und Warschau.
Die Bahnstrecke Ełk–Tschernjachowsk mit den Stationen Kowale Oleckie und Stożne (Stoosznen/Stosnau) wird seit 1993 nicht bedient. – Der nächste Bahnhof ist Ełk (Lyck).